# Hongfeng (socken i Kina, Sichuan, lat 31,67, long 107,62)
Hongfeng (kinesiska: 红峰乡, 红峰) är en socken i Kina. Den ligger i provinsen Sichuan, i den sydvästra delen av landet, omkring 360 kilometer öster om provinshuvudstaden Chengdu.
Genomsnittlig årsnederbörd är 1 660 millimeter. Den regnigaste månaden är september, med i genomsnitt 325 mm nederbörd, och den torraste är december, med 10 mm nederbörd.